# The Chaplin Revue
The Chaplin Revue é um filme britano-estadunidense de 1959 que traz em conjunto três grandes curtas de Charles Chaplin da First National: A Dog's Life, Shoulder Arms e The Pilgrim. Para The Chaplin Revue, Chaplin fez uma espécie de reedição dos três curtas, adicionando trilha sonora, extras, imagens da Primeira Guerra Mundial para se ter um contexto e além de introduções feitas e narradas por ele.
The Chaplin Revue foi lançado em DVD pela Warner, e além de ter os três primeiros se encontra os outros curtas de Chaplin em parceria com a First National: The Bond, Sunnyside, A Day's Pleasure, The Idle Class e Pay Day. Inclui também comentários de David Robinson, biógrafo de Chaplin.

## Prefácio
The Chaplin Revue foi realizado dois anos após o último filme de Chaplin como protagonista, A King in New York. Este junto com Monsieur Verdoux e Limelight, não tiveram uma grande repercussão e principalmente nos EUA, onde ele tinha sido expulso em 1952 para viver na Europa.

### Monsieur Verdoux (1947)
Monsieur Verdoux trás Chaplin definitivamente sem o traje do Vagabundo e em uma visão mais madura em relação às suas comédias anteriores.
Mesmo a última aparição do Vagabundo tendo sido em Modern Times, Chaplin teria novamente o feito, mas como um Barbeiro Judeu e um Ditador no polêmico The Great Dictator. Sete anos após esse último, Chaplin volta ao trabalho e desta vez, encarnando um personagem com uma personalidade totalmente fria e calculista. Chaplin faz Henri Verdoux, um ex-bancário que fora demitido na época da Depressão e acaba tendo como profissão um vício absurdo em casar com mulheres ricas e viúvas para depois matá-las com o objetivo de ficar com os seus bens para poder sustentar a sua pequena família.
Vale dizer também que o bigode de Chaplin para o personagem Verdoux é verdadeiro. É o primeiro filme e único em que ele aparece com o seu bigode natural, pois a do Vagabundo era falsa.
O filme se baseou em um roteiro de Orson Welles. Foi feito um contrato entre os dois para Chaplin liberadamente por nos créditos iniciais que o filme foi baseado em uma ideia vinda dele. Mas na verdade, a história era verídica: se tratava do assassino francês Henri Désiré Landru (Chaplin usaria para o seu personagem o mesmo estereótipo do verdadeiro assassino) que logo foi apelidado pela imprensa de "Barba Azul" pois, tinha matado mulheres, uma criança e um cachorro. No fim, acabou sendo guilhotinado, o que acaba acontecendo com Verdoux no final.
Chaplin demorou cinco anos para completar o roteiro do filme. Foi um trabalho longo mas bem feito, pois em 1948, acabou concorrendo ao Academy Award na categoria de "Melhor Roteiro Original", mas não levou o prêmio.
Monsieur Verdoux foi mal recebido e boicotado na época de sua estréia em 1947 em várias cidades dos EUA (já na Europa, especialmente na França o filme foi um êxito). Um dos motivos foram que o governo americano achou que o seu tema tinha a ver com o comunismo (coisa que Chaplin não era) aliás, de também ter sido censurado várias vezes antes do filme finalmente ser lançado. Mas não foi só pelo filme em si que tem um humor negro, mas já pelo seu cartaz promocional com a foto de Chaplin como Vagabundo ao lado da de Chaplin como Verdoux e uma frase acima "Chaplin changes. Can you?", ou seja, "Chaplin mudou. E você?". Ninguém iria ver um filme, especialmente de Chaplin, em que ele mudaria totalmente de personagem. Enfim, a partir dalí, começaria a pior parte da vida de Chaplin tendo o seu auge em 1952, na estréia de seu próximo filme, Limelight.

### Limelight (1952)
Limelight teve a sua estréia em 1952 na cidade Nova York porém sem êxito, fazendo com que Chaplin e sua família fosse fazer uma estréia maior e melhor em sua terra natal, Londres. Aproveitando que Chaplin teria o seu visto anulado para voltar aos EUA na época da estréia, ele e sua família se exilariam na Suíça ficando lá até a sua morte, em 1977. Chaplin acabou sendo obrigado a vender tudo o que tinha construído e conseguido por lá: sua casa, seu estúdio e etc.
Vale dizer que Limelight e seus dois papéis principais, além de terem sido inspirados em uma novela chamada Footlights escrita por Chaplin, foram baseados claramente na vida do próprio, principalmente na sua infância. Calvero, personagem de Chaplin, foi baseado em seu pai Charles Chaplin Sr. que era um ator que fazia muito sucesso no teatro londrino mas que com o tempo acabou caindo no ostracismo e na pobreza até morrer de alcoolismo. Terry, personagem de Claire Bloom, foi inspirado na mãe de Charles, Hannah Chaplin e também em Hetty Kelly, o maior amor de sua vida na época da sua adolescência.
Já no período das filmagens, Chaplin as tinham feito um pouco perturbado, pois naqueles dias ele tinha recebido várias críticas ruins, mais acusações e insultos piores.
O filme tem a participação de sua família: os três filhos dele (Geraldine Chaplin, Michael Chaplin e Josephine Chaplin) fazendo uma ponta no começo; seu outro filho, Charles Chaplin Jr. que faz uma pequena ponta na cena da peça Colombina; seu meio-irmão Wheeler Dryden que faz o médico de Terry e o palhaço também da peça Colombina; outro filho de Chaplin, Sydney Chaplin que faz o personagem Neville; e a sua esposa Oona O'Neill, que tinha substituído a atriz Claire Bloom em algumas cenas, nos dias em que ela não poderia estar disponível nas filmagens. A participação da família, para Chaplin, foi um motivo de consolo naquele momento difícil. 
Chaplin foi uma das vítimas do movimento de Joseph McCarthy, o Macarthismo. Ele se tornou a mira principal quando Monsieur Verdoux foi lançado e foi acusado por vários grupos anticomunistas.
Os motivos maiores de Chaplin ter sido expulso, não foram necessariamente pelo filme Monsieur Verdoux mas, sim por ele nunca ter se naturalizado americano, por ter apoiado os soldados russos na Segunda Guerra Mundial e por ter tido, segundo o governo, relações com comunistas. Mesmo Chaplin tendo afirmado inúmeras vezes que não era comunista, mais acusações absurdas surgiam em cima dele. Sobre a naturalização, Chaplin não o fez e a maior bronca do governo é que mesmo assim, ele tinha se enriquecido por lá nesses 40 anos.
Limelight já estava para ser indicado ao Academy Award na categoria de "Melhor Trilha Sonora" em 1953 mas, como não tinha sido completamente lançado nos EUA, a Academia decidiu não incluí-lo.
O filme só iria ter uma estréia digna nos EUA, 20 anos depois (1972) de seu lançamento original. Sendo assim, a Academia decidiu colocá-lo na mesma categoria entre os indicados da cerimônia do ano seguinte, em 1973 e ainda acabou ganhando. Vale dizer que no mesmo ano em que Limelight voltou a ser passado nos EUA, Chaplin tinha ganhado o seu segundo Oscar Honorário. O seu primeiro foi de 1929 pela "versatilidade e genuinidade em escrever, produzir, dirigir e atuar", neste caso, o filme The Circus. Este mesmo prêmio de 1929 seria mais tarde o seu peso de porta, o que acabou sendo um fato revoltante para a Academia.

### A King in New York (1957)
A King in New York, nem sequer foi estreado nos EUA, primeiro pela United Artists ter achado arriscado demais e segundo pelo próprio país achar que o filme seria uma espécie de "acerto de contas". Então, o filme só seria estreado por lá 16 anos depois de sua estréia original, em 1973. Já na Europa, o filme teve a sua estréia em 1957 e também certo êxito, inclusive em Londres. É o primeiro filme de Chaplin de produção britânica e em que ele teve que trabalhar em um ambiente totalmente estranho, novo e diferente. Mesmo tendo desejado em trabalhar com a sua antiga equipe, ele teve que aceitar as mudanças.
Antes de chegar a um consenso sobre a história do filme, Chaplin tivera duas ideias: ou retornar o Vagabundo em um corpo de um velho ou voltar para o personagem Henri Verdoux de Monsieur Verdoux. Essas duas ideias foram rejeitadas na hora, pois a primeira era que Chaplin estava velho demais para ter aquela agilidade para o personagem e também porque a magia do Vagabundo era o seu jeito de andar. Já a segunda, Oona, sua esposa, e Jerry Epstein, seu amigo, se opuseram pois, Monsieur Verdoux fora uma total decepção e seria um desgaste enorme repeti-la de novo.
Então, Chaplin propôs um rei que tinha acabado de sair de uma revolução sangrenta e que vai a Nova York para ter sossego.
Ele havia conversado com vários monarcas que tinham sido expulsos de seus países a mando de seus governos.
Verdadeiramente, Chaplin iria enfocar nesses monarcas e nele que também tinha passado por essa situação.
Seu roteiro começou a ser feito em 1954 com a ajuda de Jerry Epstein. As ideias iriam surgindo e surgindo até Chaplin achar a sua primeira cena.
Em A King in New York, há vários temas e até demais, abordados por Chaplin como: cirurgia plástica, publicidade e propaganda, revolução e capitalismo. Há também um certo defeito em relação a sua fotografia fazendo com que o filme fosse considerado como "imperfeito". Chaplin contratou o especialista George Périnal para cuidar da fotografia mas os dois tiveram muitos desentendimentos concluindo em um resultado indesejado.
O filme se passa em Nova York, mas como Chaplin não filmou lá e sim em Londres, as ambientações da cidade feitas no estúdio foram um pouco convincentes. 
Outra coisa curiosa em A King in New York, é que este foi o filme mais rápido que Chaplin já realizou em toda a sua carreira (o mais demorado foi City Lights). A tensão é percebida pois, como Chaplin estava em um estúdio que não era dele, as horas eram cobradas. Se fosse em seu próprio estúdio, ele demoraria o tempo que ele quisesse e terminaria o filme do seu jeito.
O filme teve poucas críticas mas boas, ao contrário de seu próximo e último A Countess from Hong Kong que fora mesmo um total fracasso de público e crítica.
E enfim, em 1959, dois anos após das duras tensões com A King in New York, Chaplin resolve retornar o Vagabundo com grande estilo reunindo três de seus melhores curtas.

## Sinopse

### A Dog's Life (1918)
Um vagabundo (Charles Chaplin) que não tem aonde dormir, vai em busca de um emprego em uma agência local. Após várias tentativas, o Vagabundo volta para o seu lugar e acaba avistando uma briga entre cachorros. Vendo que um deles era atacado pelos outros, o Vagabundo resolve salva-lo e adota-lo dando o nome a ele de Scraps.
Mais tarde, o Vagabundo com Scraps escondido em suas calças vão a um pequeno baile onde conhece uma moça (Edna Purviance) que trabalha lá como cantora e que o dono do lugar a pressiona para fazer o trabalho direito.
No baile, é proibido a entrada de animais e após o dono descobrir que o Vagabundo estava com Scraps escondido em suas calças, o pois para fora junto com ele e a moça também.
Mas para a sorte dos três, o Vagabundo acha uma carteira perdida cheia de dinheiro e então, os três acabam vivendo felizes juntos em um pequeno lugar e ainda, ganham mais filhinhos....de Scraps com uma outra cachorrinha.

### Shoulder Arms (1918)
O curta começa com o Vagabundo (Charles Chaplin) como um soldado em pleno treinamento de Guerra que seria contra os Alemães.
Realmente, ele não tem nenhum amigo fazendo com que na hora da luta, se virasse sozinho para poder ganhar. Sendo assim, ele acaba fazendo o seu melhor, atirando em seus inimigos e também às vezes, levando tiros de raspão. No total, ele acabou conseguindo derrotar 13 alemães e sendo assim, foi parabenizado pelo ato heróico. Nesse momento brilhante de herói, o Vagabundo acaba acordando de um longo mas belo sonho.

### The Pilgrim (1923)
Um foragido convicto (Charles Chaplin) disfarçado de padre acaba sendo confundido como um pastor de uma pequena cidade de Devil's Gulch. Continuando a se fingir de pastor, como todo mundo pensa, Charlie com sua mãe e irmã acaba se instalando em um pequeno lugar digno mas, um de seus parceiros capangas acabam achando o lugar e roubando o seu dinheiro. Charlie tenta de todo o jeito conseguir o seu dinheiro de volta enquanto a sua identidade é descoberta pelo xerife da cidade que após descobrir, acaba levando ele a bordo para o México. Então, Charlie resolve encarar a sua vida como um convicto se ele retornar a pequena cidade.

## Elenco
| Ator            | A Dog's Life           | Shoulder Arms     | The Pilgrim              |
| --------------- | ---------------------- | ----------------- | ------------------------ |
| Charles Chaplin | The Tramp              | Recruta           | Foragido                 |
| Edna Purviance  | Cantora do restaurante | Moça francesa     | Sta. Brown               |
| Syd Chaplin     | Homem do balcão        | Kaiser            | Pai do menino            |
| Henry Bergman   | Homem desempregado     | Marshall          | Xerife no trem           |
| Charles Reisner | -                      | -                 | Crook                    |
| Albert Austin   | Clerk                  | Chofér            | -                        |
| Tom Wilson      | Policial               | Sargento          | -                        |
| Loyal Underwood | -                      | Oficial Alemão    | Elder                    |
| Jack Wilson     | -                      | Príncipe          | -                        |
| John Rand       | -                      | Soldado Alemão    | -                        |
| J. Park Jones   | -                      | Soldado Americano | -                        |
| Tom Murray      | -                      | -                 | Xerife Bryan             |
| Dean Reisner    | -                      | -                 | Menino                   |
| Mail Wells      | -                      | -                 | Mãe do menino            |
| Mark Swain      | -                      | -                 | Deacon                   |
| Kitty Bradbury  | -                      | -                 | Sra. Brown (mãe de Edna) |
| M.J. McCarthy   | Homem desempregado     | -                 | -                        |
| Mel Brown       | Homem desempregado     | -                 | -                        |
| Charles Force   | Homem desempregado     | -                 | -                        |
| Bert Appling    | Homem desempregado     | -                 | -                        |
| Thomas Riley    | Homem desempregado     | -                 | -                        |
| Slim Cole       | Homem desempregado     | -                 | -                        |
| Ted Edwards     | Homem desempregado     | -                 | -                        |
| Louis Fitzroy   | Homem desempregado     | -                 | -                        |

## Lançamento
- Reino Unido: 1 de Setembro de 1959
- Finlândia: 25 de Dezembro de 1959
- Dinamarca: 28 de Julho de 1960
- Alemanha: 9 de Outubro de 1997[1]